# Ivan Frič
Pour les articles homonymes, voir Frič.
Ivan Vojtech Frič, né à Prague (Tchécoslovaquie) le 22 octobre 1922 et mort le 22 février 2001, est un cadreur, monteur et assistant réalisateur tchécoslovaque.